# Bakai László
Bakai László (Paks, 1956. október 10. –) Jászai Mari-díjas magyar színész.

## Életpályája
1972–1973 között a 25. Színház stúdiósa volt. 1973–1978 között a Pinceszínház tagja volt. 1978–1981 között a Miskolci Nemzeti Színházban lépett fel. 1981–1983 és 1986–1988 között a  kecskeméti Katona József Színházban szerepelt. 1983–1986 és 1992–2003 között a Veszprémi Petőfi Színházban játszott. 1988–1991 között a zalaegerszegi Hevesi Sándor Színház színművésze volt. 1997–2001 között a Budapesti Operettszínház tagja volt. 
2003 óta a Soproni Petőfi Színház és Miskolci Nemzeti Színház vendégszínésze.

## Színházi szerepei
A Színházi Adattárban regisztrált bemutatóinak száma: 69.
- Csehov: Lakodalom
- L. Frank Baum: Óz, a nagy varázsló
- Bródy Sándor: A medikus... Technikus
- Sarkadi Imre: Elveszett paradicsom... Sofőr
- Bródy Sándor: A tanítónő... Prímás
- Friedrich Schiller: Ármány és szerelem... Egy festő a ladynél
- Katona József:  Bánk bán
- Jékely Zoltán: Mátyás király juhásza... Furtagyi
- William Shakespeare: Szentivánéji álom... Dudás; -Thisbe
- Molière: Botcsinálta doktor
- Lev Tolsztoj: Háború és béke... Sándor cár
- Csokonai Vitéz Mihály: Az özvegy Karnyóné s a két szeleburdiak... Tipptopp; Lázár
- Zelk Zoltán: Az ezernevű lány... Felhő
- Zilahy Lajos: Zenebohócok... Ügyelő
- Sütő András: Anyám könnyű álmot igér... Fütyü
- Alan Alexander Milne: Micimackó... Bagoly
- Pedro Calderón de la Barca: Úrnő és komorna... Lisardo
- Goncsarov: Hétköznapi történet... Ivan Ivanovics
- Kálmán Imre: Marica grófnő... Dragomir Populescu
- Harsányi-Zágon István: XIV. René, avagy nem ér a nemem... Achille
- Móricz Zsigmond: Légy jó mindhalálig... Igazgató
- Shakespeare: Ahogy tetszik... Jaques
- Pozsgai Zsolt: Horatio... Luppo
- Jaroslav Hašek: Svejk a derék katona... Svejk
- Kemény Gábor: A Notre-Dame-i toronyőr... Quasimodo
- Carlo Goldoni: Két úr szolgája... Lombardi
- Robert Thomas: Charley nénje... Stephen Spittigue
- John Steinbeck: Egerek és emberek... Crooks[3]
- Neil Simon: Furcsa pár... Felix Unger
- Scarnacci-Tarabusi: Kaviár és lencse... Leonida Papagetto
- Bergendy István: Mesélj, Münchhausen... Fél-ló I; Kengyelfutó; Hugó; Szörny III.
- Lázár Ervin: Bab Bence kalandjai... Rimapénteki Rimai Péntekh
- Déry-Márton: A szabadság vendége... Larra Vilmos
- Rossa László: Sobri Jóska
- Molière: Tartuffe... Tartuffe
- Petőfi Sándor: Tigris és hiéna... Sülülü
- Shakespeare: Lear király... Bolond
- Schönthan: Szabin nők elrablása... Rettegi Fridolin
- Asztalos István: Szent László... Fintur
- Kálmán Imre: A montmartre-i ibolya... Spaghetti
- Shakespeare: Vízkereszt vagy amit akartok... Malvolio
- Molnár Ferenc: Olympia... Kregl
- Schigsal: Szerelem, Ó!... Harry
- Kraus: Az emberiség végnapjai
- Örkény István: Tóthék... Az Őrnagy
- Molnár Ferenc: A testőr... A kritikus
- Bertolt Brecht: Koldusopera... Peacock
- Strauss: A cigánybáró... Pali
- Szüle Mihály: Egy bolond százat csinál... Dömötör
- Hamilton: Gázláng... Rough felügyelő
- Nagy Tibor: A kölyök... Chaplin-csavargó
- Rideg Sándor: Indul a bakterház... Bakter
- Eisemann Mihály-De Fries-Márkus: Hyppolit, a lakáj... Schneider Mátyás
- Strauss: A denevér... Frosch
- Ludwig: Botrány az Operában... Tito Merelli
- Fenyő Miklós-Novai Gábor: Hotel Menthol... Oktán; Cement; Prézly
- Jávori Ferenc Fegya: Menyasszonytánc... Rabbi

## Filmográfia

### Film

#### Színész
- Árnyékszázad (1993)
- Szamba (1996) – Ügyelő
- Alta mira (1998; rövid játékfilm) – Pincér; Kalauz; Boltos; Vasutas; Éjjeliőr
- Üvegtigris (2001) – Zsolti

#### Forgatókönyvíró
- Szerencsés ember (2004; rövid játékfilm)

### Televízió
- Periférián (1978)
- Hotel Szekszárdi (2002) – Broccoli, a szakács
- Linda (2002) – Rendőrorvos
- Gázláng (2004) – Rough felügyelő
- Mula-tó (2014) – Frici bácsi, föpincér

### Szinkronszerepei
| Év   | Cím                                        | Szereplő             | Színész       | Szinkron év |
| ---- | ------------------------------------------ | -------------------- | ------------- | ----------- |
| 1973 | Robin Hood (rajzfilm)                      | Kótyag (hang)        | Ken Curtis    | 2001        |
| 1999 | Apafej                                     | Hajléktalan fickó    | Steve Buscemi | 1999        |
| 2003 | A dzsungel könyve 2. (2D-s animációs film) | Barna keselyű (hang) | Jeff Bennett  | 2003        |

## Díjai
- Jászai Mari-díj (2008)